# Helioscopi

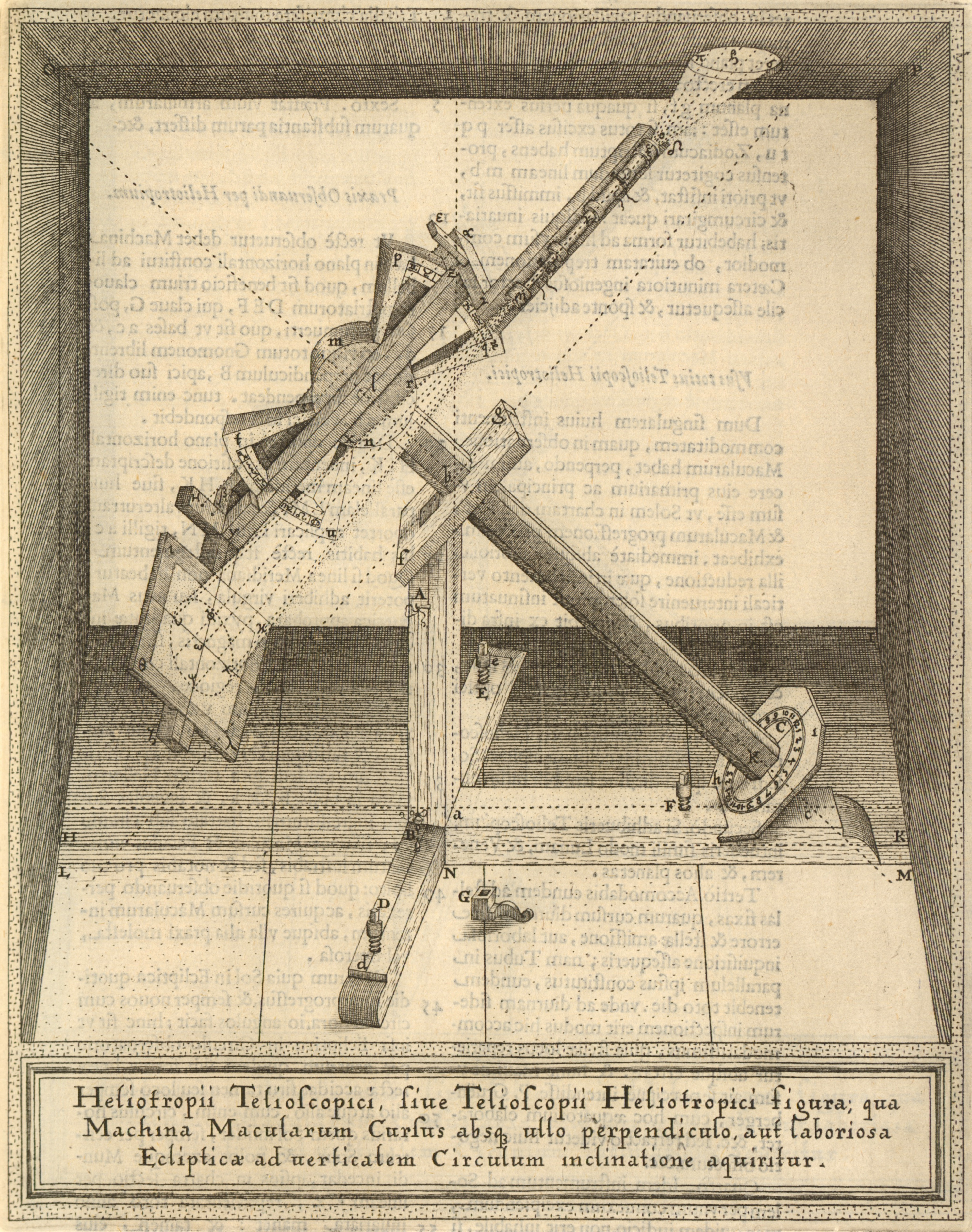
Helioscopi de Christoph Scheiner

Un helioscopi és un instrument utilitzat per a observar el sol i les taques solars. El nom és una combinació d'Hèlios (personificació del Sol en la mitologia grega) i -scopi (del grec antic skopei, mirar). La primera machina helioscopica o helioscopi va ser dissenyada per Christoph Scheiner (1575 –1650) per a les seves observacions de taques solars. Va ser utilitzat també per Benedetto Castelli (1578-1643) i refinat per Galileo Galilei (1564–1642). El mètode projecta una imatge del sol, mitjançant un telescopi, a un full blanc de paper suspès dins d'una cambra obscura.
Actualment, el terme helioscopi s'empra habitualment per a descriure els telescopis que cerquen axions provinents del sol.